# Ma'rib
Ma'rib (Arabisch: مأرب) is de hoofdstad van het gouvernement Ma'rib in Jemen. Het was de hoofdstad van het koninkrijk Sheba. Het is niet ver gelegen van Sanaa, de hoofdstad van het moderne Jemen. 
Tijdens de Jemenitische Burgeroorlog groeide de stad als gevolg van haar centrale ligging aan een van de drukste wegen van Jemen en de toestroom van talloze vluchtelingen uit van ongeveer 40.000 inwoners voor de oorlog naar ongeveer 1,5 miljoen mensen in 2019.  

## Aanslag in 2007
Op 2 juli 2007 reed een auto volgeladen met explosieven in op een konvooi van toeristen. Bij de aanslag kwamen acht Spaanse toeristen, twee Jemenieten en de dader om het leven. De autoriteiten legden direct de schuld bij Al-Qaida. Op 8 augustus 2007 doodden Jemenitische veiligheidstroepen vier militanten van Al Qaida die van de aanslag werden verdacht. Onder de doden bevond zich Kassem al-Raimi, het vermoedelijke brein achter de aanslag.